# Maja Upmark
Maja Isabella Upmark, född 22 oktober 1907 i Västerås, död 1983, var en svensk målare.
Hon var dotter till generalfältläkaren Sven Richard Erhardt och Greta Wilhelmina Björkman och från 1928 gift med generaldirektören Erik Gustaf Johan Upmark samt syster till Greta Erhardt. Upmark studerade vid Idun Lovéns konstskola i Stockholm 1960. Hon medverkade i ett flertal samlings- och grupputställningar bland annat i Svensk-finska konstnärsgillets utställningar i Hässleholm, Torshälla och Eskilstuna. Upmark är representerad med ett flertal arbeten vid Karolinska sjukhuset i Stockholm.    